# Veronica Campbell-Brown
Veronica Campbell o Veronica Campbell-Brown (Clarks Town, Jamaica, 1982) és una atleta jamaicana, ja retirada, especialista en curses de velocitat i una de les més destacades de la dècada del 2000. Durant la seva carrera va guanyar 8 medalles olímpiques (3 d'or) i 11 medalles (3 d'or) als Campionats del Món.

## Biografia
Va néixer el 16 de maig de 1982 a la ciutat de Claks Town, població situada a l'illa de Jamaica. Està casada amb el també corredor de velocitat Omar Brown.

## Carrera esportiva
Va participar, als 18 anys, en els Jocs Olímpics d'Estiu de 2000 realitzats a Sydney (Austràlia), on va aconseguir guanyar la medalla de plata en la prova de relleus 4x100 metres al costat de Tayna Lawrence, Beverly McDonald, Merlene Ottey i Merlene Frazer.
En els Jocs Olímpics d'Estiu de 2004 realitzats a Atenes (Grècia) aconseguí guanyar la medalla d'or en la prova dels 200 metres llisos i en els relleus 4x100 metres al costat de Tayna Lawrence, Sherone Simpson, Aleen Bailey i Beverly McDonald. Així mateix guanyà la medalla de bronze en la prova dels 100 metres llisos, quedant per darrere de Yulia Nestsiarenka i Lauryn Williams.
En els Jocs Olímpics d'Estiu de 2008 realitzats a Pequín (República Popular de la Xina) aconseguí revalidar el seu títol olímpic en 200 metres llisos, convertint-se en la segona dona en aconseguir dos títols olímpics en aquesta disciplina després de l'alemanya Bärbel Wöckel. En aquests mateixos Jocs participà en la prova de relleus 4x100 metres, si bé l'equip jamaicà no pogué acabar la final en perdre el testimoni en un dels relleus.
Al llarg de la seva carrera ha guanyat sis medalles en el Campionat del Món d'atletisme, entre elles una medalla d'or; una medalla d'or en el Campionat del Món d'atletisme en pista coberta i dues medalles de plata en els Jocs de la Commonwealth.

### Millors marques
| Prova             | Temps        | Lloc               | Data                |
| ----------------- | ------------ | ------------------ | ------------------- |
| 60 metres llisos  | 7.00 segons  | Doha (Qatar)       | 14 de març de 2010  |
| 100 metres llisos | 10.76 segons | Ostrava (Txèquia)  | 31 de maig de 2011  |
| 200 metres llisos | 21.74 segons | Pequín (Xina)      | 21 d'agost de 2008  |
| 400 metres llisos | 52.24 segons | Fayetteville (EUA) | 22 de gener de 2005 |